# Eriocybe
Eriocybe là một chi nấm trong họ Agaricaceae, thuộc bộ Agaricales. Chi nấm này được nhà nghiên cứu Else Vellinga miêu tả năm 2011. Chi chỉ có một loài nấm duy nhất là Eriocybe chionea, được tìm thấy ở phía bắc Thái Lan. Tên chi bắt nguồn từ tiếng Hy Lạp cổ, ἔριον có nghĩa là "sợi len" và κύβη có nghĩa là "cái đầu". Biển tên thực vật của chi là cách dịch từ tiếng Hy Lạp sang tiếng Latinh của từ χιόνεος, có nghĩa là "tuyết trắng".